# Gauliga Südwest-Mainhessen 1938/39
De Gauliga Südwest-Mainhessen 1938/39 was het zesde voetbalkampioenschap van de Gauliga Südwest-Mainhessen. 
Wormatia Worms werd kampioen en plaatste zich voor de eindronde om de Duitse landstitel, waar de club derde werd in de groepsfase. Doordat drie teams laatste werden kwamen er testwedstrijden. Rot-Weiß Frankfurt trok aan het langste eind. Door het uitbreken van de Tweede Wereldoorlog werd de competitie echter in twee reeksen gedeeld waardoor Pirmasens en Saarbrücken niet hoefden te degraderen. Saarbrücken trok zijn team echter toch terug uit de competitie.  

## Eindstand
| Plaats | Club                     | Wed. | W  | G | V  | Saldo | Ptn.  |
| ------ | ------------------------ | ---- | -- | - | -- | ----- | ----- |
| 1.     | RTuSV Wormatia Worms     | 18   | 11 | 4 | 3  | 34:20 | 26:10 |
| 2.     | FSV Frankfurt            | 18   | 9  | 5 | 4  | 38:27 | 23:13 |
| 3.     | SG Eintracht Frankfurt   | 18   | 11 | 0 | 7  | 49:34 | 22:14 |
| 4.     | Offenbacher FC Kickers   | 18   | 9  | 1 | 8  | 40:30 | 19:17 |
| 5.     | SV Wiesbaden             | 18   | 8  | 2 | 8  | 23:26 | 18:18 |
| 6.     | Borussia VfB Neunkirchen | 18   | 7  | 1 | 10 | 30:27 | 15:21 |
| 7.     | TSG 1861 Ludwigshafen    | 18   | 7  | 1 | 10 | 30:40 | 15:21 |
| 8.     | RTuSV Rot-Weiß Frankfurt | 18   | 6  | 2 | 10 | 24:35 | 14:22 |
| 9.     | FV Saarbrücken           | 18   | 6  | 2 | 10 | 31:45 | 14:22 |
| 10.    | FK Pirmasens             | 18   | 6  | 2 | 10 | 23:38 | 14:22 |

|  | Kampioen, geplaatst voor nationale eindronde |
|  | Degradatie play-off                          |

Degradatie Play-off
| Team 1             | Uitslag | Team 2         |
| ------------------ | ------- | -------------- |
| FK Pirmasens       | 1:1     | FV Saarbrücken |
| Rot-Weiß Frankfurt | 2:2     | FK Pirmasens   |
| Rot-Weiß Frankfurt | 2:0     | FV Saarbrücken |

Aanvankelijk zouden Pirmasens en Saarbrücken degraderen, maar doordat de Gauliga uitgebreid werd mochten zij toch blijven, echter trok Saarbrücken zijn team terug uit de competitie.

## Promotie-eindronde
Doordat de Gauliga het volgende seizoen opgesplitst werd door het uitbreken van de Tweede Wereldoorlog promoveerden in totaal vijf teams. 

### Groep I
| Plaats | Club                 | Wed. | Saldo | Ptn.  |
| ------ | -------------------- | ---- | ----- | ----- |
| 1.     | 1. FC Kaiserslautern | 4    | 09:04 | 06:02 |
| 2.     | VfR Frankenthal      | 4    | 05:10 | 04:04 |
| 3.     | TSG Burbach          | 4    | 10:10 | 02:06 |

|  | Promotie naar Gauliga Südwest-Mainhessen 1939/40 |

### Groep II
| Plaats | Club                  | Wed. | Saldo | Ptn.  |
| ------ | --------------------- | ---- | ----- | ----- |
| 1.     | SC Opel Rüsselsheim   | 4    | 13:05 | 07:01 |
| 2.     | FC Union Niederrad 07 | 3    | 05:07 | 03:03 |
| 3.     | GfL Darmstadt         | 3    | 01:07 | 00:06 |